# Hodeng-au-Bosc
Hodeng-au-Bosc és un municipi francès situat al departament del Sena Marítim i a la regió de Normandia. L'any 2007 tenia 591 habitants.

## Demografia

### Població
El 2007 la població de fet de Hodeng-au-Bosc era de 591 persones. Hi havia 187 famílies de les quals 36 eren unipersonals (20 homes vivint sols i 16 dones vivint soles), 61 parelles sense fills, 78 parelles amb fills i 12 famílies monoparentals amb fills.
La població ha evolucionat segons el següent gràfic:
Habitants censats

### Habitatges
El 2007 hi havia 214 habitatges, 195 eren l'habitatge principal de la família, 7 eren segones residències i 11 estaven desocupats. Tots els 214 habitatges eren cases. Dels 195 habitatges principals, 147 estaven ocupats pels seus propietaris, 45 estaven llogats i ocupats pels llogaters i 3 estaven cedits a títol gratuït; 1 tenia una cambra, 5 en tenien dues, 39 en tenien tres, 56 en tenien quatre i 94 en tenien cinc o més. 151 habitatges disposaven pel capbaix d'una plaça de pàrquing. A 83 habitatges hi havia un automòbil i a 92 n'hi havia dos o més.

### Piràmide de població
La piràmide de població per edats i sexe el 2009 era:
| Homes | Edats   | Dones |
| ----- | ------- | ----- |
| 0     | 95 o +  | 4     |
| 0     | 90 a 94 | 12    |
| 12    | 85 a 89 | 16    |
| 0     | 80 a 84 | 16    |
| 8     | 75 a 79 | 28    |
| 8     | 70 a 74 | 12    |
| 24    | 65 a 69 | 12    |
| 12    | 60 a 64 | 16    |
| 0     | 55 a 59 | 8     |
| 8     | 50 a 54 | 0     |
| 16    | 45 a 49 | 4     |
| 20    | 40 a 44 | 16    |
| 24    | 35 a 39 | 20    |
| 32    | 30 a 34 | 44    |
| 12    | 25 a 29 | 12    |
| 4     | 20 a 24 | 12    |
| 16    | 15 a 19 | 16    |
| 24    | 10 a 14 | 20    |
| 24    | 5 a 9   | 24    |
| 12    | 0 a 4   | 32    |

## Economia
El 2007 la població en edat de treballar era de 346 persones, 273 eren actives i 73 eren inactives. De les 273 persones actives 250 estaven ocupades (146 homes i 104 dones) i 22 estaven aturades (11 homes i 11 dones). De les 73 persones inactives 23 estaven jubilades, 20 estaven estudiant i 30 estaven classificades com a «altres inactius».

### Ingressos
El 2009 a Hodeng-au-Bosc hi havia 194 unitats fiscals que integraven 519,5 persones, la mediana anual d'ingressos fiscals per persona era de 20.915 €.

### Activitats econòmiques
Dels 8 establiments que hi havia el 2007, 1 era d'una empresa de fabricació d'altres productes industrials, 2 d'empreses de comerç i reparació d'automòbils, 1 d'una empresa d'hostatgeria i restauració, 2 d'empreses de serveis, 1 d'una entitat de l'administració pública i 1 d'una empresa classificada com a «altres activitats de serveis».
L'únic establiment comercial que hi havia el 2009 era una gran superfície de material de bricolatge.
L'any 2000 a Hodeng-au-Bosc hi havia 11 explotacions agrícoles.

## Equipaments sanitaris i escolars
El 2009 hi havia una escola elemental.

## Poblacions més properes
El següent diagrama mostra les poblacions més properes.